# 瓦爾迪茲 (加利福尼亞州)
瓦爾德茲（英語：Valdez）是位於美國加利福尼亞州優洛縣的一個非建制地區。該地的面積和人口皆未知。

## 地理
瓦爾德茲的座標為38°19′34″N 121°36′48″W / 38.32611°N 121.61333°W，而該地的平均海拔高度為3米（即10英尺）。